# Артер (остров)
Артер (арм. Առտեր կղզի или Куш тур.  Kuş Adası, буквально «птичий остров») — небольшой остров на озере Ван (Турция). Остров необитаем. На нём сохранились руины маленького монастыря Артериванк.

## История
Легенда относит основание монастыря на острове к X веку. Святой Григорий Нарекаци, согласно легенде, молился в своем монастыре в Нареке, с видом на озеро Ван, когда ему случилось видение Богоматери с младенцем Христом среди облаков над островом Артер. В то же время он услышал голос, который велел ему прийти к Господу. Григорий в ответ предложил Господу свою души и чудесным образом был перенесен на остров (в некоторых вариантах легенды — пробежал по волнам, чтобы добраться до острова) и монастырь Артер был основан в ознаменование этого события.
Надписи на острове, однако, могут быть датированы периодом с 1292 по 1766 год. Известно, что монастырь был восстановлен в 1766 году его настоятелем, вардапетом Джеймсом Батаканским. Батакан — село, располагавшееся где-то между Востаном (Гевашем) и Нареком. Однако в 1772 году монашеская община распалась после того, как Джеймса посадили в тюрьму и подвергли пыткам.
Раньше остров был труднодоступен из-за отсутствия лодок на озере. Теперь, в хорошую погоду, на остров можно попасть на коммерческих лодках.

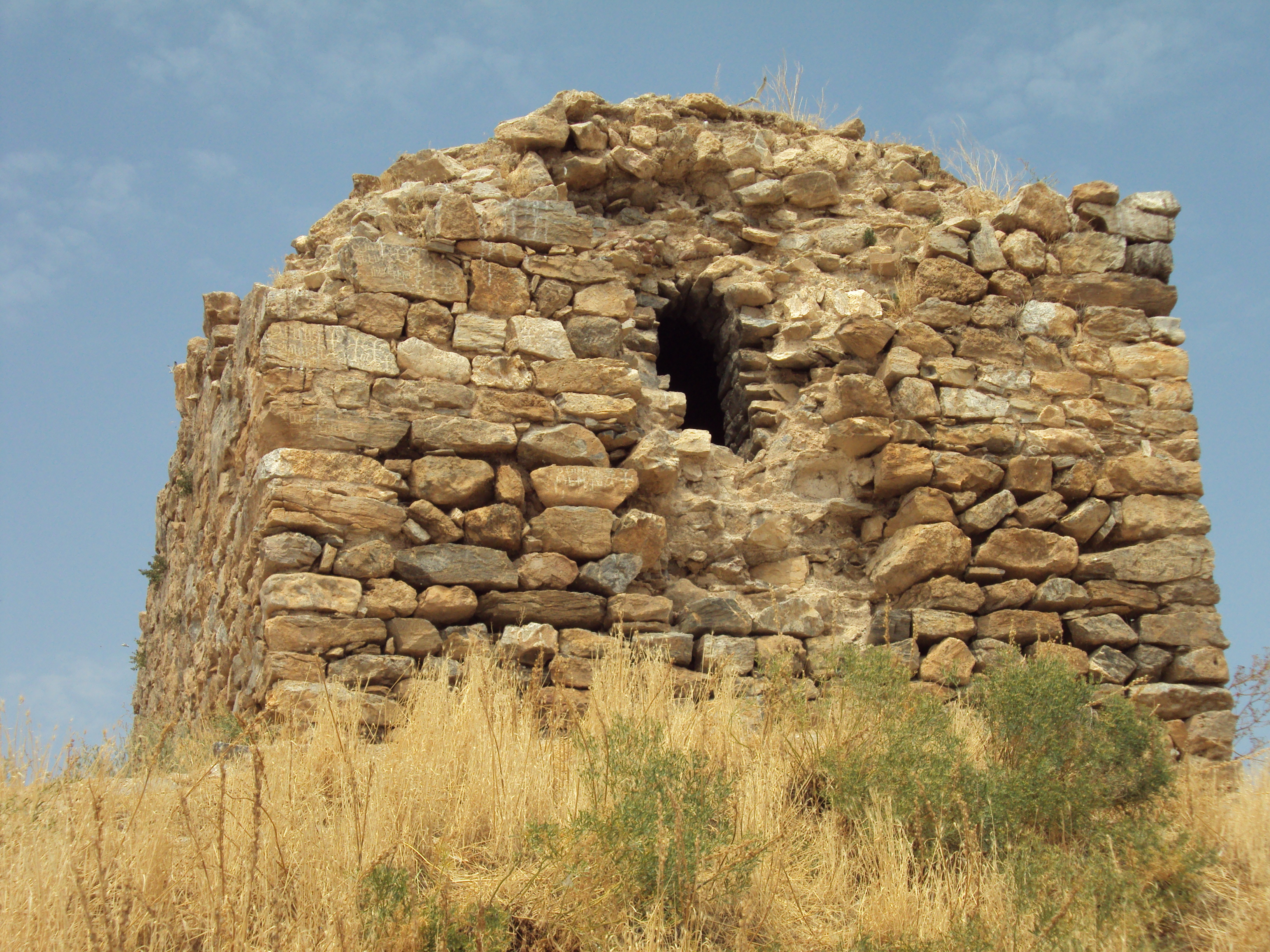
Руины монастыря на остове Артер

|  | Цифрами обозначены: 1. Стратовулкан Немрут-Даг, высотой 2948 м. На фотографии видно небольшое озеро, образовавшееся внутри восьмикилометрового кратера вулкана, и шестидесятикилометровый поток лавы, вытекавший строго на север (вверх по фотографии), который и привёл к образованию озера Ван. 2. Стратовулкан Сюпхан, высотой 4058 м. 3. Озеро Назик, на высоте 1876 м над уровнем моря. 4. Озеро Эрчек, на высоте 1890 м над уровнем моря. 5. Озеро Арын. 6. Остров Лим (Адир), на острове остатки армянского монастыря XVI века. 7. Остров Артер (Куш), на острове сохранилась армянская часовня. 8. Остров Ахтамар. На острове сохранилась армянская церковь Святого Креста (арм. Սուրբ Խաչ), построенная в начале X века н. э. 9. Остров Ичери-Чарпанак. |